# Correlophus ciliatus

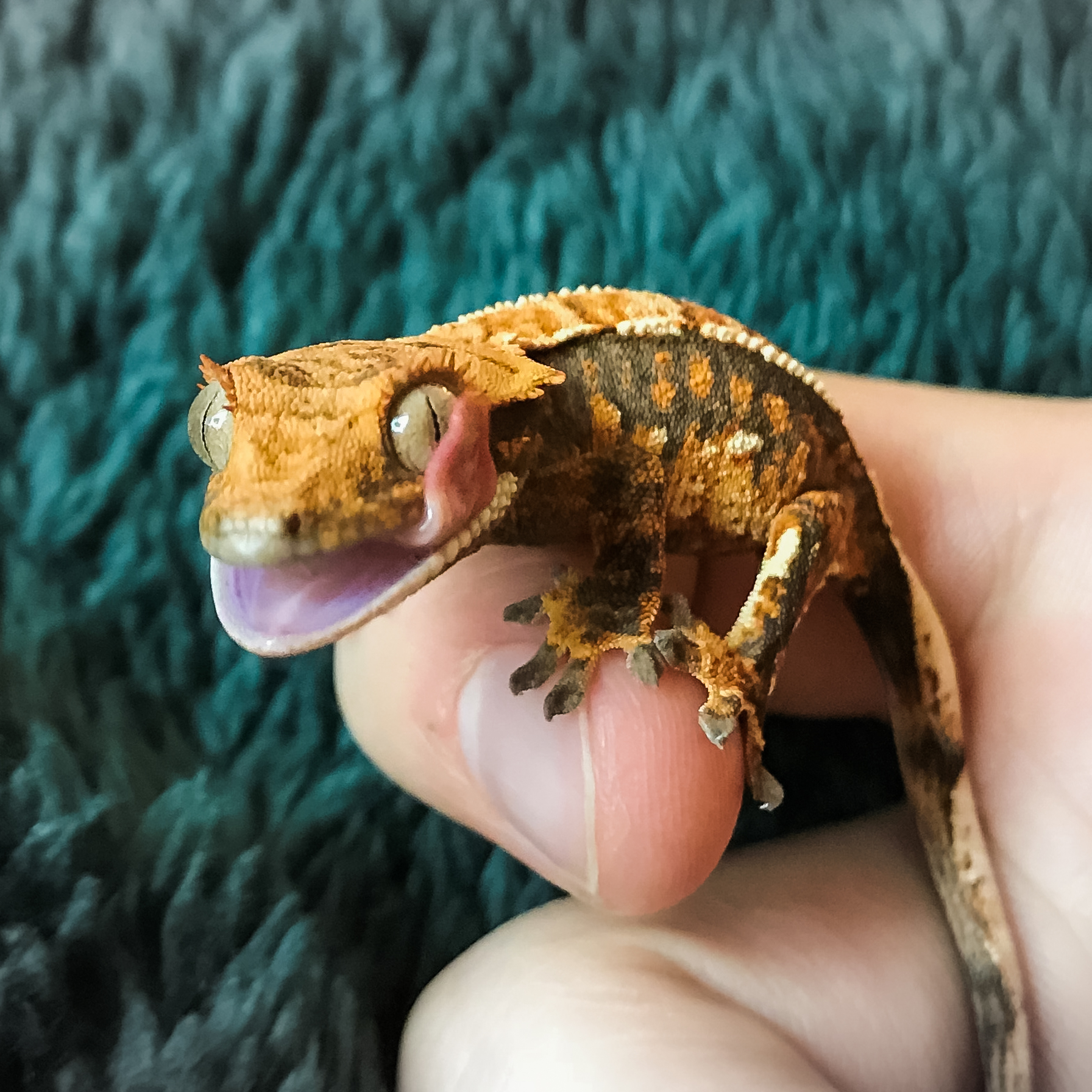
Correlophus ciliatus durante la pulizia dei bulbi oculari

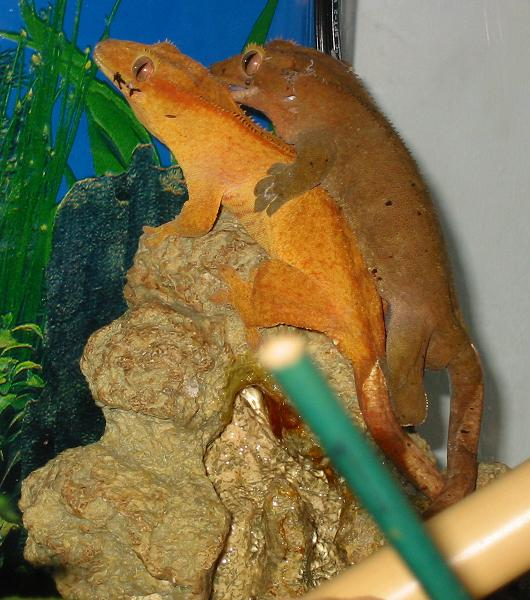
Due esemplari di Correlophus ciliatus durante l'accoppiamento

Il geco crestato (Correlophus ciliatus Guichenot, 1866) è un sauro della famiglia Diplodactylidae, endemico delle foreste della Nuova Caledonia. È conosciuto anche con i nomi comuni di geco cigliato o geco gigante di Guichenot. Fu descritto dallo zoologo francese Alphonse Guichenot nel 1866.
Alla fine dell'Ottocento, non essendoci più stati avvistamenti, la specie è stata ritenuta estinta; nel 1994 è stata però riscoperta dall'erpetologo Robert Seipp. Negli anni successivi è diventata una specie di allevamento molto diffusa.

## Tassonomia
La specie fu descritta per la prima volta come Correlophus ciliatus nel 1866 dallo zoologo francese Alphone Guichenot. Successivamente fu rinominata  Rhacodactylus ciliatus. Recenti analisi filogenetiche hanno evidenziato che sebbene il geco crestato faccia parte di un gruppo fratello al genere Rhacodactylus, non fa parte dello stesso clade, per cui si è tornati al vecchio genere Correlophus.

## Descrizione
Il geco crestato è una delle specie di geco più grandi, con un corpo che può arrivare a misurare fino a 13,5 cm e una coda che può arrivare a misurare fino a 11-12,5 cm. 
 La testa è di forma triangolare, e presenta alle estremità due fori che svolgono la funzione di orecchie. Gli occhi, dalle pupille a forma di fessura con le estremità leggermente lobate, sono specializzati nella visione notturna: la caratteristica forma riduce la loro distanza di visione ma permette di assorbire molta più luce, migliorando la vista al buio. Nella zona sopraoculare è presente una fila di creste triangolari, somiglianti a delle ciglia, che si estende sull'esterno della testa dell'animale fino alla base della coda.
Il geco possiede quattro arti, ognuno dei quali termina in cinque dita, sotto le quali si sviluppa una rete di setae che permettono all'animale di potersi arrampicare anche su superfici molto lisce. La coda è moderatamente spessa e prensile, e sulla cima sono presenti alcune fila di setae. Essa svolge una funzione di bilanciamento e supporto all'animale durante le arrampicate. Come altre specie di gechi, il geco crestato può lasciar cadere la propria coda tramite autotomia ma al contrario di altre specie non è in grado di rigenerarla. Il geco è privo di palpebre e deve quindi periodicamente inumidire e pulire i propri bulbi oculari leccandoli.
Il geco crestato in natura si presenta in tre principali varietà: senza pattern, a strisce e a frange bianche. I gechi senza pattern solitamente hanno colorazioni in tinta unita che vanno dal giallo, al verde, al marrone e al grigio, e presentano minima o completa assenza di altri colori sul dorso. I gechi a strisce presentano una colorazione a sfondo chiaro, contrastata da strisce di colori scuri posizionate lungo il dorso dell'animale. I gechi a frange bianche sono una variante dei senza pattern in cui le creste dell'animale sono di colori chiari, come il bianco o il giallo. Nel mercato degli allevatori sono presenti svariate nuove fantasie, ottenute tramite l'accoppiamento e non presenti in natura.
Il geco crestato può variare l'intensità dei propri colori; quando questi diventano più scuri si dice che l'esemplare è «acceso» (da firing up).
Il dimorfismo sessuale della specie è rappresentato da un'unica differenza: la dimensione di una sacca situata nella parte inferiore dell'animale, alla base della coda. Negli esemplari di sesso maschile si mostra più grande, in quanto contiene gli emipeni dell'animale.

## Distribuzione e habitat
Il geco crestato è endemico della Provincia Sud, in Nuova Caledonia. La specie compare sulla Grande Terre e sull'Isola dei Pini. Ci sono stati avvistamenti non confermati della specie anche sull'isola Kôtomo.
Si conoscono tre popolazioni distinte di geco crestato: una sull'Isola dei Pini e due sulla Grande Terre. La specie abita foreste tropicali caratterizzate da un'abbondante quantità di precipitazioni (letture pluviometriche annuali arrivano a registrare 400 cm d'acqua) e da una temperatura che spazia da minimi di 11 °C a massimi di 27,8 °C.

## Biologia

### Comportamento
Il geco crestato è un animale solitario e notturno. 
È inoltre arboricolo e molto agile; può scalare superfici lisce e compiere dei brevi salti. Durante il giorno riposa nascosto in fori e cunicoli all'interno di alberi o sotto fitta vegetazione, al riparo dai raggi del sole e da eventuali predatori, rimanendo comunque vicino al suolo. Durante la notte sale fino a 3 metri da terra per foraggiare.
Come la maggior parte dei rettili, il geco crestato è una specie ectoterma. Questo comporta che durante la giornata il geco debba spostarsi alla ricerca di temperature adeguate per effettuare la propria termoregolazione.
Sebbene in natura non siano mai stati osservati comportamenti territoriali da parte di esemplari di geco crestato, in cattività gli esemplari maschi diventano spesso aggressivi se tenuti nello stesso terrario. Questo potrebbe indicare anche la possibile territorialità in natura tra maschi di geco crestato.
Il geco crestato è inoltre capace di generare un suono acuto, che ricorda un cinguettio, utilizzato principalmente per attirare l'attenzione dei partner durante l'accoppiamento o per tentare di spaventare eventuali predatori. Altre tecniche di difesa dai predatori sono l'assunzione di una posizione di forza, nella quale il geco crestato si alza leggermente sulle zampe posteriori e apre la bocca per spaventare il predatore; e, come ultima risorsa, l'autotomia. Il geco può decidere di lasciar cadere la propria coda, grazie a piccole fratture preesistenti al suo interno. Questa si stacca a un'altezza predefinita mentre dei meccanismi vasocostrittori prevengono il sanguinamento. La coda continua a muoversi per 3-5 minuti attirando così l'attenzione del predatore e permettendo al geco di fuggire. Altre specie di rettili sono in grado di rigenerare la propria coda mentre il geco crestato ne è incapace: questa tecnica viene perciò utilizzata al più un'unica volta nel corso della vita dell'animale.

### Alimentazione
Il geco crestato è onnivoro e tende a cacciare e cercare cibo di notte. La sua dieta è composta principalmente da insetti e frutti. In cattività si fa spesso ricorso per sopperire al fabbisogno di frutta a preparati industriali che soddisfino al meglio il fabbisogno di questo animale; sempre in cattività si utilizzano come insetti da pasto base per questo animale grilli e/o blatte a cui si accostano numerosi altri insetti su base saltuaria. Essenziale per la specie è l'apporto di calcio e vitamina D3: l'assenza di questi nutrienti può portare allo sviluppo di malattie ossee metaboliche che risultano spesso fatali.

### Riproduzione
Il geco crestato è una specie ovipara e poligama.
Sebbene non sia ancora stata osservata una riproduzione tra due esemplari di gechi crestati in natura, essi si riproducono facilmente in cattività e ciò permette di descrivere i loro metodi riproduttivi. Il maschio si avvicina alla femmina compiendo dei movimenti caratteristici che segnalano alla femmina che è pronto a riprodursi. Se la femmina rimane ferma il maschio si avvicina ulteriormente, le morde il collo o una parte della testa, e le monta sopra per iniziare la copulazione.
Grazie alla capacità della femmina di trattenere lo sperma essa può deporre fino a quattro uova prima di dover copulare di nuovo. Dopo 30-40 giorni dall'accoppiamento la femmina può deporre fino a due uova ogni 4-6 settimane.
I gechi crestati si riproducono per 8-10 mesi l'anno, a esclusione dei mesi più freddi. In cattività è stato osservato che, se tenuta a temperature miti per tutto l'anno, la femmina può continuare a produrre uova senza riposarsi; questo può però portare a un grave calo di calcio nell'esemplare.
Dopo la deposizione la situazione termica a cui viene sottoposto l'uovo gioca un ruolo nella velocità di sviluppo dell'embrione e nella dimensione del piccolo una volta schiuso. A differenza di altri sauri nel geco crestato è stato notato che la temperatura non incide sulla determinazione del sesso del nascituro. Infatti, in tale animale il sesso è determinato per via genetica: ZZ sono i cromosomi sessuali nelle femmine e ZW negli esemplari di sesso maschile. Entrambi i cromosomi sessuali sono trasmessi dalla madre. Per tanto in cattività non è possibile applicare tecniche di TSD (Temperature-dependent Sex Determination). La schiusa avviene dai 60 ai 150 giorni dopo la deposizione. I piccoli appena nati non si nutrono, generalmente, fino alla loro prima muta, che avviene solitamente dai 3 ai 5 giorni dopo la schiusa. Terminato questo periodo cominciano a foraggiare.
Il geco raggiunge la maturazione sessuale entro i 12-18 mesi se maschio, ed entro i 15-18 mesi se femmina. Gli esemplari femminili devono inoltre avere un peso di minimo 35 g per riprodursi in sicurezza, mentre per quelli maschili si consiglia un peso minimo di 30g.

### Longevità
Dato che la specie è stata ritenuta estinta fino al 1994, ed è quindi entrata nel mercato degli allevatori solo di recente, non si ha ancora avuto il tempo di raccogliere dati certi sulla presunta longevità della specie in cattività, mentre i dati sulla longevità in natura sono del tutto assenti. Si ritiene che il geco crestato possa vivere, in cattività, fino a 20 anni, mentre in natura fino a 3 anni. Tuttavia non esistono studi al riguardo.

## Conservazione
Dopo la scoperta nel 1866 da parte di Guichenot, la specie è stata abbondantemente avvistata nei venti anni successivi. Gli avvistamenti sono poi cessati nonostante le meticolose ricerche effettuate e perciò la specie venne dichiarata estinta. Fu riscoperta solamente nel 1994. Ad oggi quindi la quantità di dati che si ha sul suo stato in natura è ancora esigua.
La Lista rossa IUCN classifica Correlophus ciliatus come specie vulnerabile. Il posizionamento nella categoria è dovuto a una presunta riduzione della popolazione adulta causata da svariati fattori:
- Perdita o degradamento dell'habitat dovuto ad incendi spontanei e disboscamento a scopo agricolo (particolarmente vero per la popolazione dell'Isola dei Pini).
- Predazione da parte di roditori.
- Predazione da parte di ungulati (principalmente cervi e maiali) introdotti sull'isola Grande Terre.
- Predazione da parte della neo-introdotta specie di formica Wasmannia auropunctata.
- Bracconaggio illegale della specie.

Il 20 marzo del 2009 il governo locale di Provincia Sud ha approvato il Code de l'environnement de la Province Sud (Délibération No. 25-2009/APS, 20 March 2009) a tutela delle specie endemiche del luogo, nel quale è incluso anche il geco crestato. Nello specifico si legge: 

«Sono vietati:
1. La distruzione o rimozione di uova o nidi, caccia, pesca, mutilazione, consumo, cattura o rilascio, disturbo intenzionale, detenzione, trasporto, vendita o acquisto degli esemplari delle specie animali descritti nell'articolo 240-1;
2. Il trasporto, la vendita o l'acquisto di qualsiasi prodotto realizzato con parti di un esemplare di queste specie;
3. La distruzione, l'alterazione o il degrado dell'habitat naturale di queste specie animali.»[12]

Un'altra misura per tutelare la specie è stato l'inserimento della stessa nel Parc Provincial de la Rivière Bleu, una riserva naturale nel comune di Yaté.

## Allevamento
Il geco crestato è oggi uno dei rettili più allevati dagli appassionati. Sebbene in natura sia considerato una specie vulnerabile, in cattività sta diventando uno dei rettili da compagnia più popolari sul mercato. Si stima che vengano fatti riprodurre e allevati decine di migliaia di esemplari in tutto il mondo.